# Luminothérapie
Ne doit pas être confondu avec photothérapie.

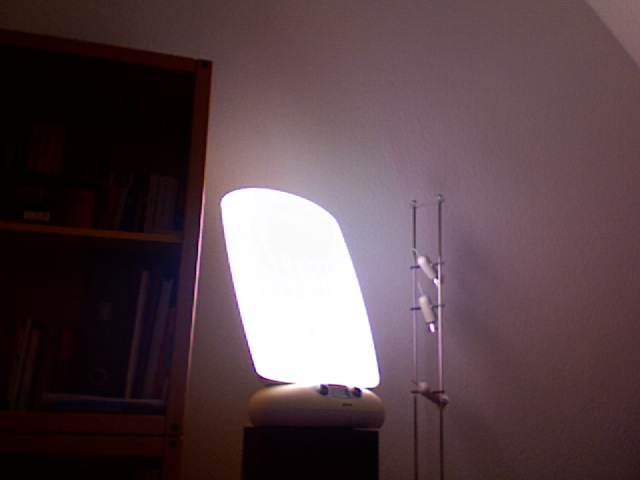
Lampe de luminothérapie photographiée de nuit.

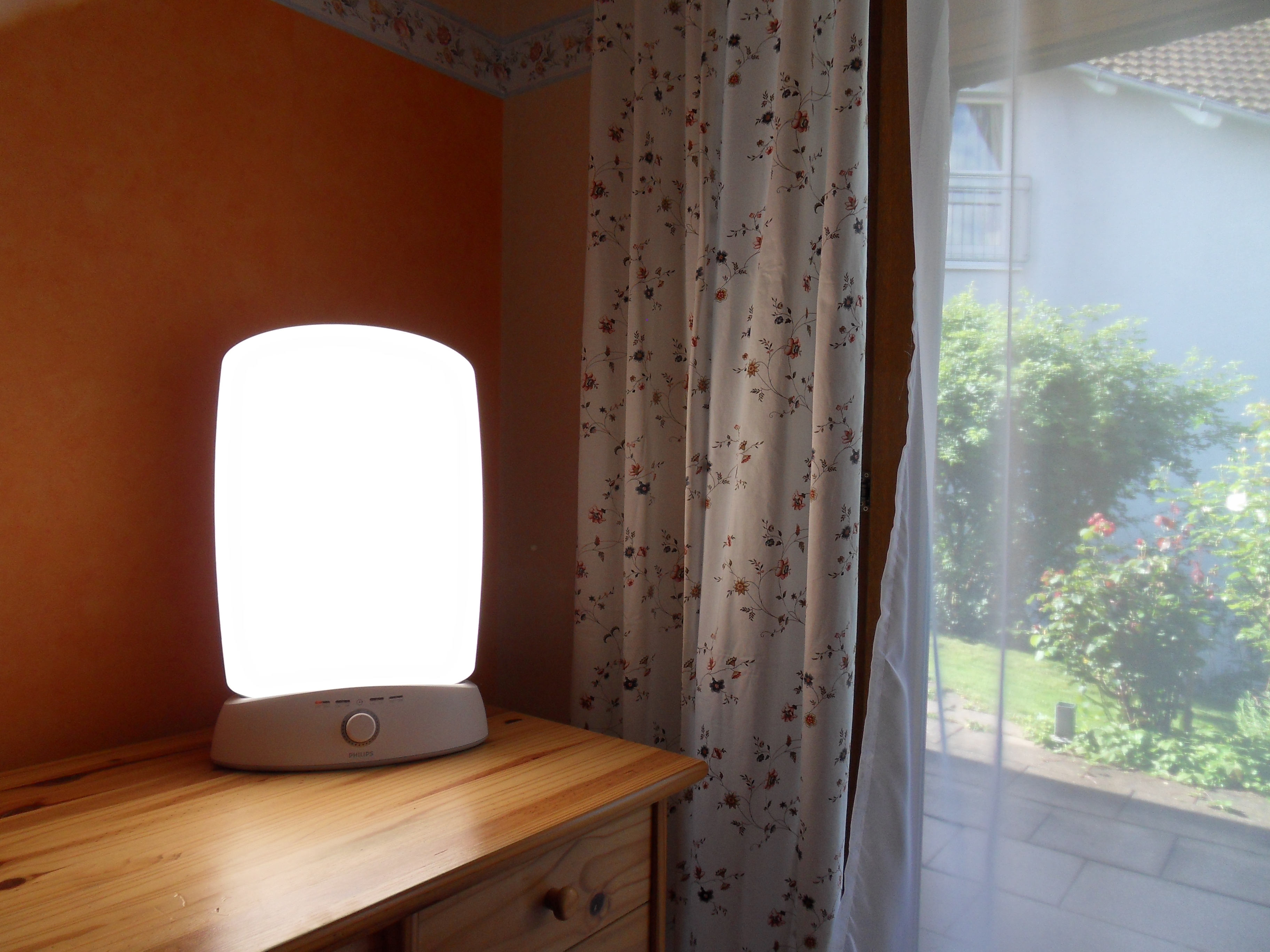
Lampe de luminothérapie en journée.

La luminothérapie est un traitement médical utilisé dans la prise en charge des troubles du rythme circadien et des dépressions, qu'elles soient saisonnières ou non. Elle consiste à exposer les yeux à une lumière vive, d'intensité et de spectre lumineux spécifique proche de la lumière solaire.

## Historique
C'est en 1984 que l'utilisation de la luminothérapie en psychiatrie clinique fait sa première apparition pour soigner la dépression saisonnière. Cette découverte est faite par Norman E. Rosenthal et ses collègues du National Institute of Mental Health aux États-Unis.
Depuis, de nombreuses études explorent cette voie pour la lutte contre certains troubles du sommeil et/ou le traitement des dépressions saisonnières .
En 2006, l'Association Américaine de Psychiatrie reconnait officiellement la luminothérapie comme un traitement efficace, contre la dépression saisonnière et certains troubles du sommeil.
En 2007, plusieurs méta-analyses confirment les effets bénéfiques de la luminothérapie en tant qu'aide à la guérison des dépressions , (dépression périnatale y compris, à condition que l'intensité lumineuse soit suffisante).

## Mode d'action
Durant l'automne et l'hiver, le taux d'ensoleillement en journée étant moindre, les niveaux de sérotonine baissent et la mélatonine augmente, donnant lieu à des baisses d'énergie. La luminothérapie simule l'exposition à la lumière solaire et a des effets similaires à cette dernière, ce qui va influer sur les rythmes circadiens, diminuer la sécrétion de mélatonine et augmenter celle de sérotonine.

## Type de lumière utilisée
Il s'agit du spectre lumineux solaire, mais débarrassé des ultraviolets (UV) qui sont nuisibles pour la peau et la cornée. La thérapie est généralement efficace à partir d'une intensité lumineuse de 10 000 lux pendant 30 minutes par jour. L'intensité lumineuse doit atteindre un certain seuil, une revue d'étude récente (2024) confirme que la luminothérapie légère n'a pas modifié significativement les scores de dépression chez les femmes souffrant de dépression périnatale, alors qu'avec « une lumière vive », elle a été associée à une augmentation substantielle des taux de rémission.
Des spécialistes ont émis des réserves quant à la nouvelle technologie à diodes électroluminescentes qui utilise des longueurs d'onde plus courtes de couleur bleutée. Il apparaît que la lumière bleue utilisée à long terme pourrait provoquer l'apoptose (mort cellulaire) dans la rétine. Il est donc plus prudent d'utiliser des lampes modernes obéissant aux normes de sécurité.
La chaleur dégagée par une lampe à lumière blanche est la même que celle d’une lampe ordinaire. Lorsqu'on utilise un tel appareil, plus la quantité de lux est élevée, moins le traitement est long. Par exemple, il faut s’exposer 30 minutes avec une lampe qui émet 10 000 lux, et 60 minutes si elle en émet 5 000. Plus on se tient loin de l'appareil, plus on doit prolonger l’exposition.

### Action directe sur les rythmes biologiques cérébraux et la sécrétion de mélatonine
La luminothérapie peut avancer ou retarder l'horloge biologique, en fonction de l'heure d'exposition. Typiquement : tôt le matin, elle tend à faire avancer l'horloge biologique, et tard le soir ou dans la nuit, elle la retarde.
La sécrétion de mélatonine est stoppée par l'exposition à la lumière bleue, ce qui fait que l'administration tard le soir retarde la sécrétion de mélatonine. La mélatonine ayant un effet hypnotique léger, la luminothérapie permettrait un réveil amélioré et une meilleure vigilance lors de son utilisation en cas de travail de nuit.
Les recherches suggèrent que le métabolisme de la mélatonine serait déréglé chez les personnes souffrant de dépression saisonnière. Chez ces individus, il est observé un taux de mélatonine particulièrement élevé durant le jour. Ceci expliquant la fatigue durant la journée. La stimulation, le matin, des cellules ganglionnaires de la rétine (photorécepteurs non-imageants) permet de bloquer la transformation de la sérotonine en mélatonine durant le jour et donc la sécrétion de la mélatonine par l'épiphyse (glande pinéale).
Une dysrégulation de la mélatonine (moindre production), et des relations significatives entre la diminution anormale de l’excrétion urinaire nocturne de la mélatonine et la sévérité des troubles du spectre autistique (troubles du langage verbal et des interactions sociales, notamment), sont aussi observées chez de nombreux autistes. Ce peut être l'une des causes possibles des troubles du sommeil statistiquement plus fréquents chez les personnes autistes. La fréquence ce cette anomalie  suggère « un dysfonctionnement de la glande pinéale qui pourrait jouer un rôle non seulement dans les troubles du sommeil observés chez les enfants avec autisme, mais aussi dans les mécanismes biologiques et psychopathologiques liés au syndrome autistique ». Ceci ouvre des perspectives sur de possibles stratégies thérapeutiques à partir de l’administration orale de mélatonine aux patients présentant des troubles autistiques.

### Autres mécanismes d'action supposés
Elle stimulerait les régions de la base du cerveau et augmenterait le niveau de sérotonine (neurotransmetteur), qui a un effet antidépresseur et régulateur de l'appétit.

## Indications

### Troubles du rythme circadien
La luminothérapie est utilisée comme thérapie des troubles du rythme circadien, des troubles où l'horloge biologique est déréglée et n'est plus synchronisée correctement sur le cycle jour-nuit extérieur. Elle permet de remettre à l'heure l'horloge interne du patient présentant des décalages de phases.

#### Décalage de phase du sommeil et insomnies
Les patients atteints d'avance de phase s'endorment tôt et se réveillent tôt. Une séance de luminothérapie en début de soirée retarderait la phase de sommeil. De même, les patients atteints de retard de phase s'endorment tard et se réveillent tard. Une séance le matin avancerait la phase de sommeil.
De la même manière, les insomnies sont fréquemment dues à un dérèglement de la sécrétion de mélatonine (une neurohormone sécrétée par la glande pinéale, uniquement la nuit ou dans le noir). Ces insomnies peuvent souvent être traitées par la luminothérapie.

#### Travail de nuit
Des études montrent l'efficacité de la luminothérapie chez les travailleurs de nuit, qui sont fortement impactées par les troubles du dérèglement du rythme circadien.

#### Décalage horaire
Le déplacement vers un pays situé dans un fuseau horaire différent va modifier le rythme circadien de l'individu. Ce phénomène résulte du déséquilibre entre l'horloge biologique interne et les nouveaux repères temporels environnants. Les individus traversant plusieurs fuseaux horaires peuvent éprouver des perturbations dans leur sommeil, leur vigilance et leur performance cognitive, principalement lorsque le voyage est effectué vers l'est (le cycle est alors « avancé »).
Une étude a montré qu'une exposition de 3h30 après le réveil, permet en 3 jours une réadaptation de 2h, contre une demi-heure seulement sans. L'American Academy of Sleep Medecine recommande donc l'utilisation de la luminothérapie pour réadapter le rythme circadien après un voyage sur plusieurs fuseaux horaire.

### Dépression
La luminothérapie est utilisée comme traitement de la dépression, saisonnière ou non. Son indication première est le traitement des dépressions dites saisonnières, qui apparaissent de manière cyclique lors de l'hiver et qui présentent des symptômes différents des dépressions non saisonnières.
Environ 20% de la population est touchée par des symptômes modérés de dépression saisonnière, les femmes étant plus concernées que les hommes. Il a été démontré que la luminothérapie est efficace dans le cas de dépression hivernale, à partir d'une exposition de 30 minutes par jour à 10 000 lux.
Dans le cas des dépressions non saisonnières, la luminothérapie est plus efficace en association avec un antidépresseur ,, mais ses effets sont démontrés si elle est utilisée seule. L'association avec les antidépresseurs permettrait de raccourcir leur délai de réponse et, même dans certains cas, de diminuer le dosage des médicaments. Utilisée en fin de traitement, la luminothérapie permettrait d'allonger la période de « bien-être » du patient.

#### États dépressifs avant et après accouchement
Les femmes sont plus à risques de dépression pendant la grossesse. Pendant la période de gestation, les médecins évitent autant que possible l'utilisation de médicaments (effets tératogènes, effets abortifs…). De plus, un grand nombre de patientes présentent un état dépressif après l'accouchement (baby blues). Des séances de luminothérapie commencées pendant la grossesse et poursuivies après l'accouchement amélioreraient l'état dépressif ante- et post-partum.

### Fatigue dans la sclérose en plaques et dans la maladie de Parkinson
Une séance de luminothérapie matinale pourrait améliorer les états de fatigue intenses que connaissent les personnes atteintes de sclérose en plaques ou de la maladie de Parkinson.

### Personnes âgées et démence sénile
Les personnes âgées présentent également des symptômes d'insomnies, de fatigue en journée, et des syndrômes confusionnels, qui peuvent être mitigés par des séances de 30 minutes à 2 heures de luminothérapie, de 2500 à 10000 lux.

#### Dans la maladie d'Alzheimer
Les états cognitifs et perturbation des cycles sommeil-éveil dans la maladie d'Alzheimer sont dus à une dégénérescence des cellules de l'horloge biologique à cause de la maladie. En début de maladie, lorsque l'horloge biologique est encore active, l'état général du patient pourrait être amélioré en l'exposant à une séance matinale de luminothérapie, car la lumière améliorerait la synchronisation des rythmes biologiques.
Des études contradictoires démentent néanmoins ces effets.

### Prise ou perte de poids
Durant l'hiver, on constate un attrait pour la nourriture sucrée, qui est dû à un manque de sérotonine. Ces besoins peuvent être mitigés par des séances de luminothérapie, et montrent des effets de réduction de l'appétit de la masse graisseuse[Quoi ?] après 3 semaines d'exposition.
Une étude menée sur cinq femmes, souffrant d'anorexie mentale, soumises à 5 expositions par jour d’une demi-heure, n'a pas montré de prise de poids. Une baisse des symptômes de dépression et d'anxiété a été constatée mais sans persistance sur la durée.

### Abstinence alcoolique
Des symptômes de sevrage à l'alcool tels que l'insomnie peut également être traités par luminothérapie.

## Effets secondaires
La contrindication majeure à la luminothérapie concerne la sensibilité à la lumière induite par des maladies touchant la rétine (souvent due au diabète), et l'usage de médicaments photosensibilisants tels que les sels de lithium ou les neuroleptiques dérivés de phenothiazine, ou encore certains antibiotiques.
En début de traitement, de légers maux de tête et de l'insomnie surviennent parfois, mais sont temporaires. Selon l'intensité de la lumière et si elle contient des UV ou non, une accélération du vieillissement de la peau peuvent être induits.
La prudence est de règle chez les gens souffrant de troubles bipolaires, qui peuvent déclencher des états maniaques ou hypomaniaques. Ce risque est encore plus élevé si le patient a tendance à prolonger les séances de luminothérapie. Chez ces patients, la luminothérapie doit se faire sous surveillance médicale pour repérer l'émergence d'un état maniaque et le traiter le cas échant. L'émergence d'un état maniaque ou hypomaniaque chez le patient impose de stopper la luminothérapie immédiatement.